# 笛 (イラストレーター)
笛（ふえ）は、日本の男性イラストレーター、ゲームの原画家。RococoWorksに所属していたが、2011年12月末日で解散した。その後、10mileで『ひとりのクオリア』『ふたりのクオリア』の制作に携わり、2016年11月号まで『まんがタイムきららキャラット』誌上にて『へんてこバスと飴玉くるり』を連載していた。
ペンネームは、1995年、当時の秋葉原でノートを持ち寄って落書きをする人たちのノートに女の子のイラストを描き交流していた時に、サインとして似顔絵を描いたことから「フェイスさん」と呼ばれ、それを略して「フエ（笛）」となったことが由来。

## 略歴
幼稚園の頃は、親戚が製紙関連の会社に勤めていた関係で、大量に余っていた紙に車や建設機械を描いていた。しかしマンガやアニメは中学で卒業し、親が厳しかったのでゲームもやらず、80年代のファミコンブームもまったく知らなかったという。
その後、趣味の競馬で負けたあとにブラついていた後楽園の近辺で、オーディオや家電目当てに行くようになった、当時はまだアニメの街ではなかった秋葉原で、興味本位で入った雑居ビルのアニメ系のショップでPCゲームや同人誌、コミケを知り、会場へ行ってみたものの（1995年、晴海での最後の冬コミであった）、コミケというイベントを持参したスケッチブックに作家がサインをしてくれるイベントだと勘違いしており、余ったスケッチブックに仕方なくガンダムを描き始めたのが再び絵を描くきっかけとなる。後に、前述の「ノーター」たちとの交流により自身も同人誌をつくり始めるようになる。
2002年に社長を知っている友人からの紹介で、lightの『僕と、僕らの夏』で原画デビュー。その後Tarteに入社するが、2007年2月、『カタハネ』発売直後に親会社のディールが倒産。その後カタハネのシナリオライターであったJ-MENTらと共にRococoWorksを設立し作品を発表していたが、前述のように2011年12月末日で解散することとなった。

## 同人活動
「つづく」というサークル名で2000年以前から同人活動を行っている。当初はKey作品などの二次創作が中心だったが、近年はカタハネなどのセルフパロディが主である。

## 主な作品

### 原画
- 僕と、僕らの夏（light、2002年）
- ひなたぼっこ（Tarte、2004年）
- ひなたると（Tarte、2005年）
- カタハネ（Tarte、2007年 企画・原案）
- Volume7（RococoWorks、2008年）
- Airy［F］airy 〜Easter of Sant'Ariccia〜（RococoWorks、2010年）
- ヴァニタスの羊（RococoWorks、2011年）
- ひとりのクオリア・ふたりのクオリア（10mile、2014年）

### 挿絵
- 銀色ふわり（有沢まみず著/電撃文庫）

### 漫画
- へんてこバスと飴玉くるり（まんがタイムきららキャラット2014年5月号 - 7月号ゲスト、12月号 - 2016年11月号）

### その他
- カノン ビジュアル・コミック・アンソロジー（Magical cute、イラスト・漫画）